# Chợ Mới (huyện An Giang)
Chợ Mới là một huyện thuộc tỉnh An Giang, Việt Nam.

## Địa lý
Huyện Chợ Mới nằm ở phía đông của tỉnh An Giang, có địa giới hành chính:
- Phía đông giáp huyện Lấp Vò, huyện Cao Lãnh và thành phố Cao Lãnh thuộc tỉnh Đồng Tháp
- Phía tây giáp huyện Châu Thành và huyện Châu Phú
- Phía nam giáp thành phố Long Xuyên
- Phía bắc giáp huyện Phú Tân và huyện Thanh Bình, tỉnh Đồng Tháp.[4]

Huyện Chợ Mới được bao bọc bởi sông Tiền, sông Hậu, sông Vàm Nao và rạch Cái Tàu Thượng, có 2 cù lao là cù lao Ông Chưởng và cù lao Giêng.
Chợ Mới có diện tích 355,71 km², dân số là 442.908 người (theo tổng điều tra dân số  năm 2020 của huyện để báo cáo Thủ tướng), bao gồm:
- Độ tuổi lao động: 236.906 người: Độ tuổi có khả năng lao động: 211.621 người; Độ tuổi không có khả năng lao động: 7.011 người.
- Độ tuổi học sinh: 18.274 người

Mật độ dân số: 866 người/km².
Tổng diện tích đất tự nhiên: 36.928,9 ha, bao gồm:
- Diện tích đất nông nghiệp: 27.681 ha;
- Diện tích đất chuyên dùng: 3.005 ha;
- Diện tích đất ở: 2.483 ha.[4]

Thủy sản:
- Cá sông (cá trắng): cá linh, cá he, cá chài, cá mè vinh, cá bống,...
- Cá đồng (cá đen): cá lóc, cá trê, cá rô,...

Mùa lũ có khả năng tải nước 8000 m3/s với tốc độ 1 m/s. Mực nước thấp nhất có lưu lượng dao động 1000 m3/s đến 2000 m3/s xuất hiện vào tháng 4 và đầu tháng 5.
Mùa thường có hệ thống sông ngòi chằng chịt dọc theo các kênh rạch cung cấp đủ lượng nước tưới tiêu cho cả huyện.
Khoáng sản: chủ yếu là bột sét và cát mịn do trầm tích trên sông tụ lại phân bố chủ yếu dọc theo các bờ sông.

#### Tôn giáo

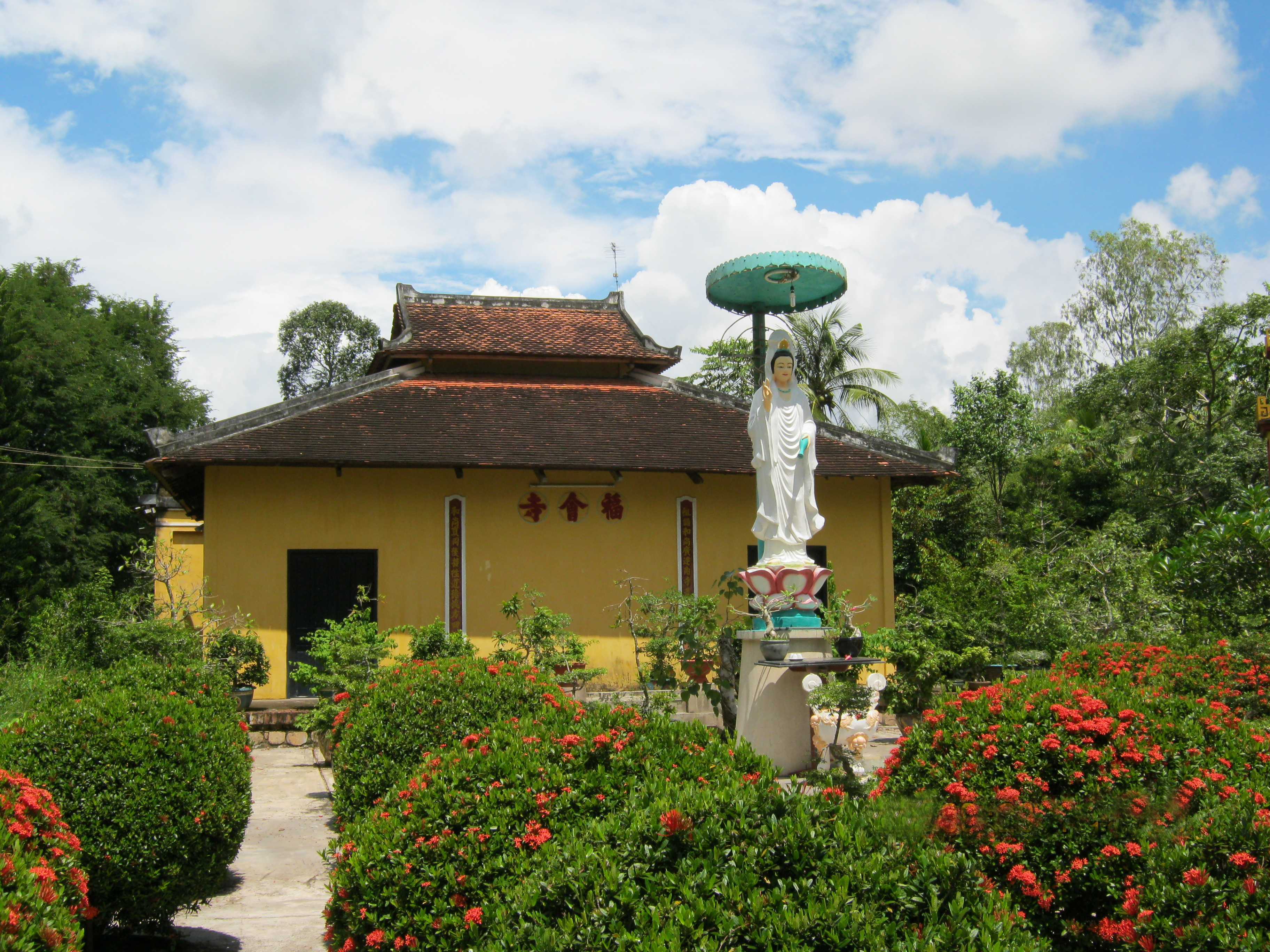
Phước Hội Tự, tục gọi chùa Bà Lê, là di tích lịch sử cách mạng cấp quốc gia.

## Hình ảnh

Huyện Chợ Mới, tỉnh An Giang
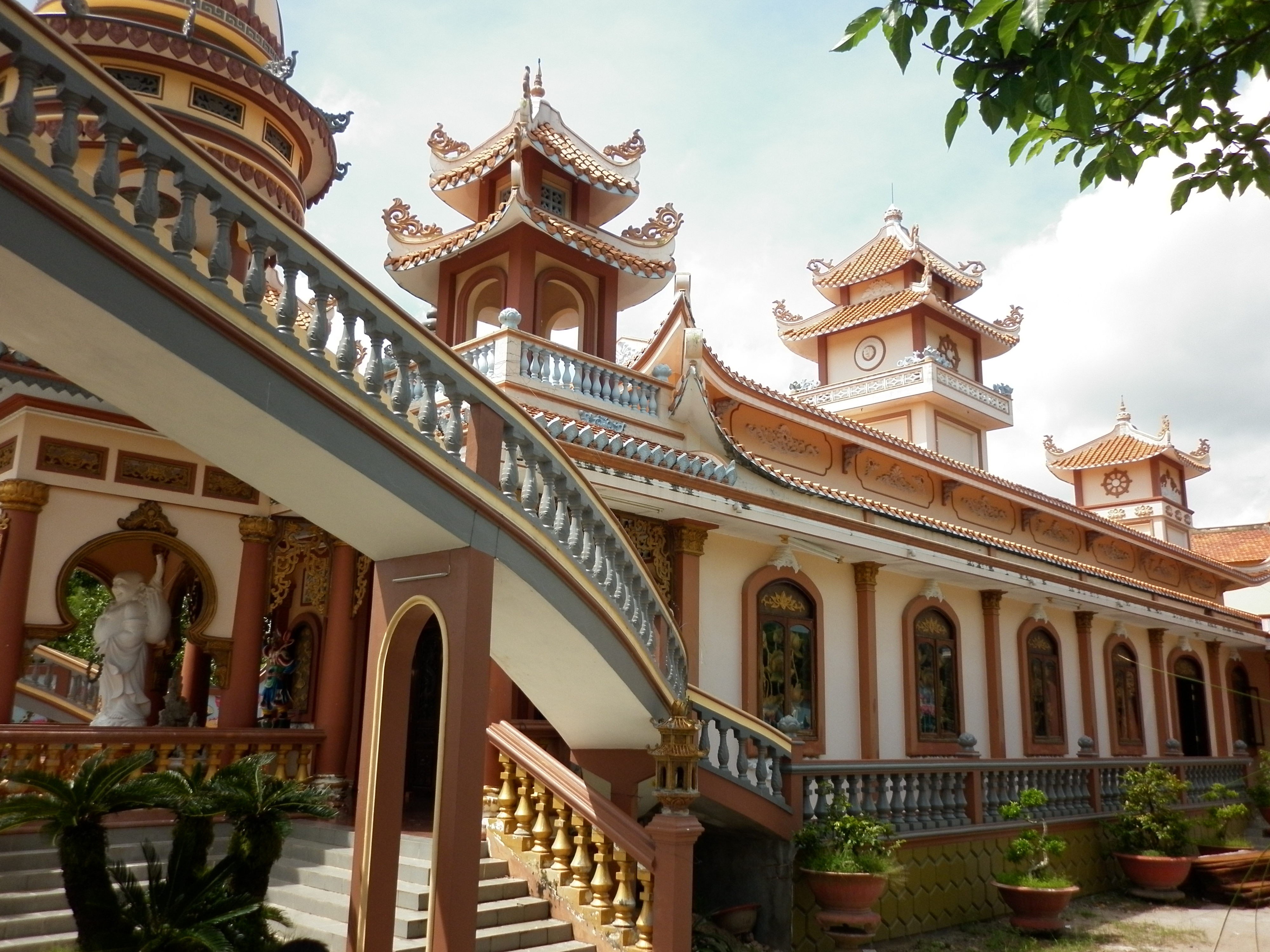
Chùa Phước Thành, Bình Phước Xuân
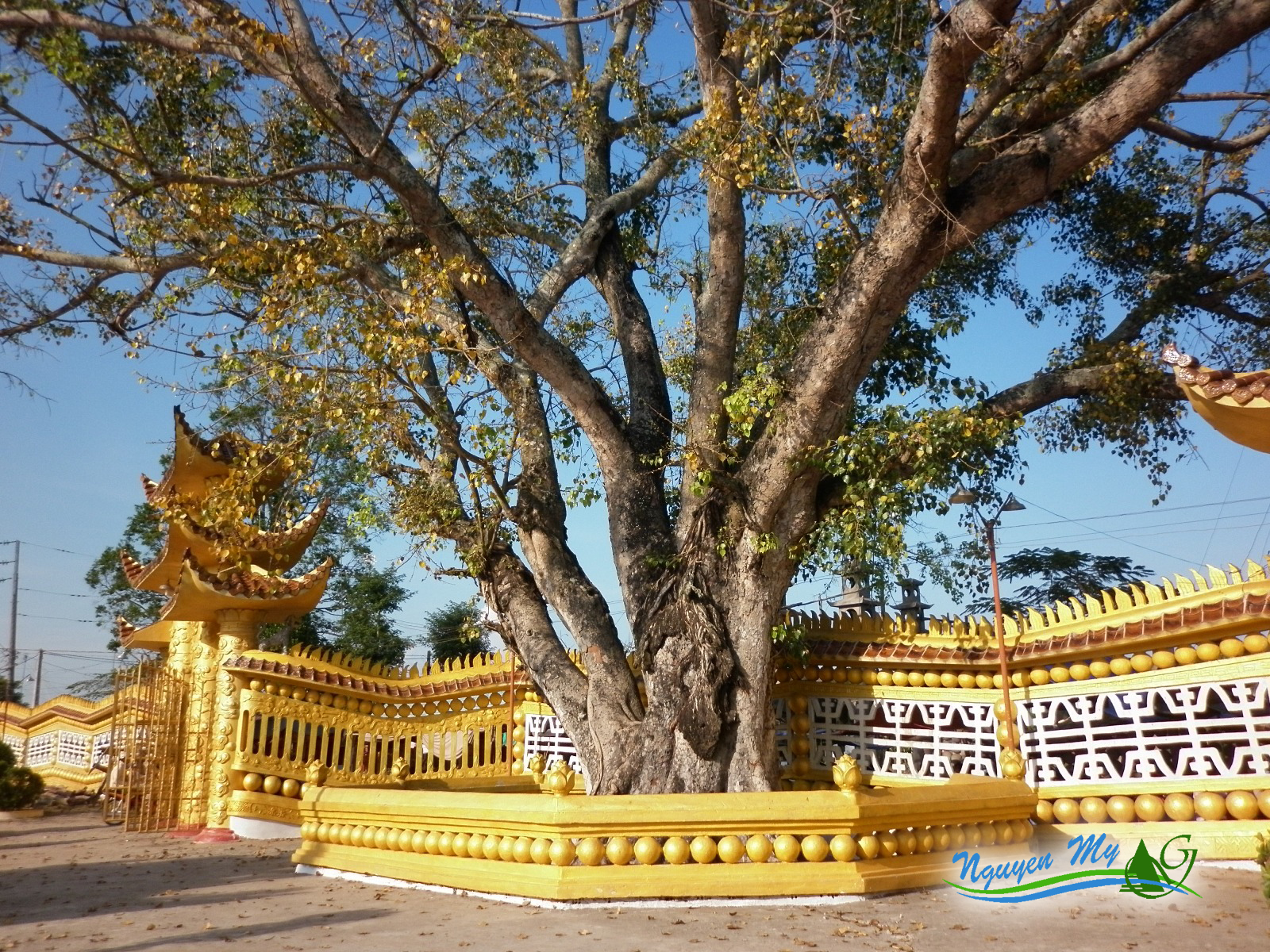
Tây An Cổ Tự, Long Giang
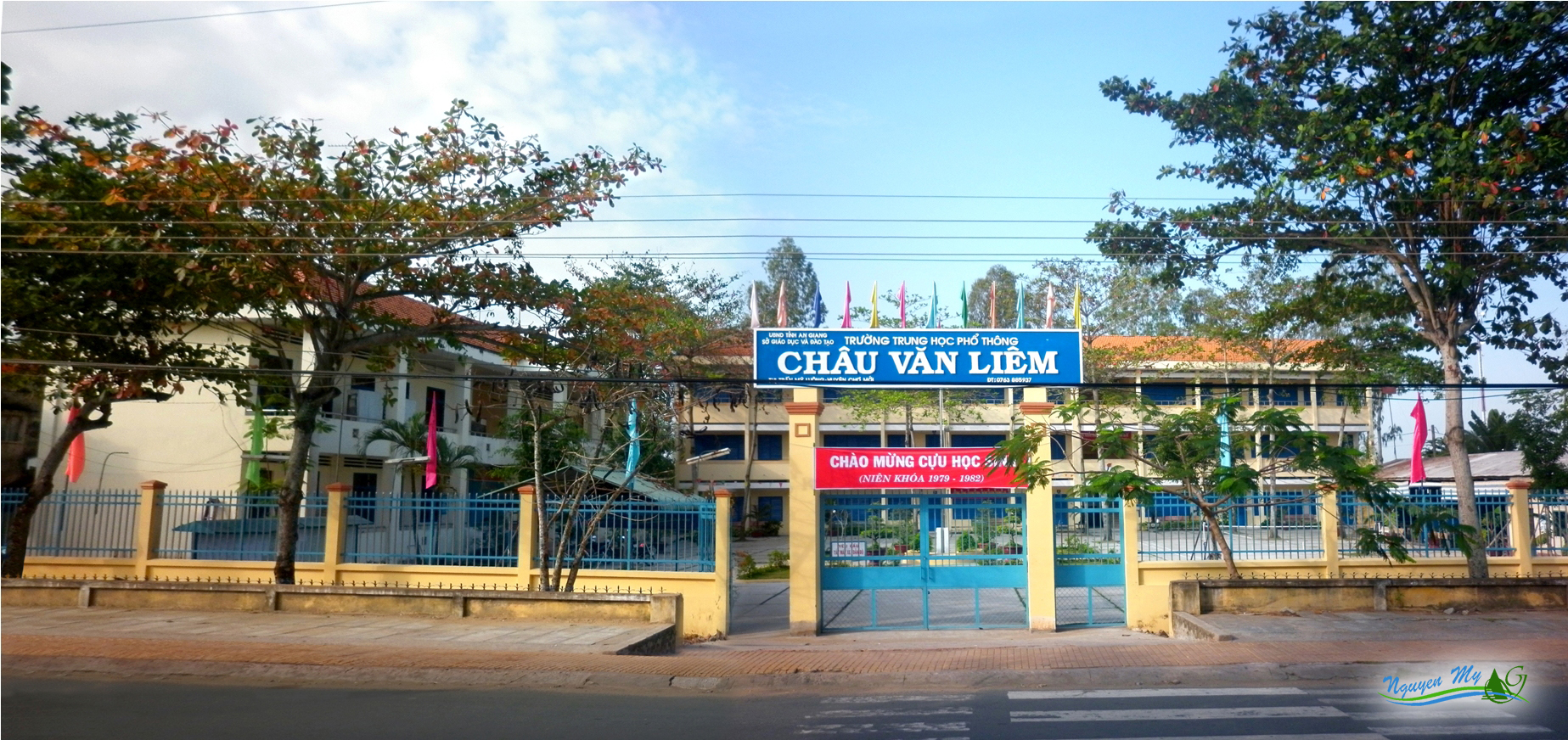
Trường THPT Châu Văn Liêm, Mỹ Luông
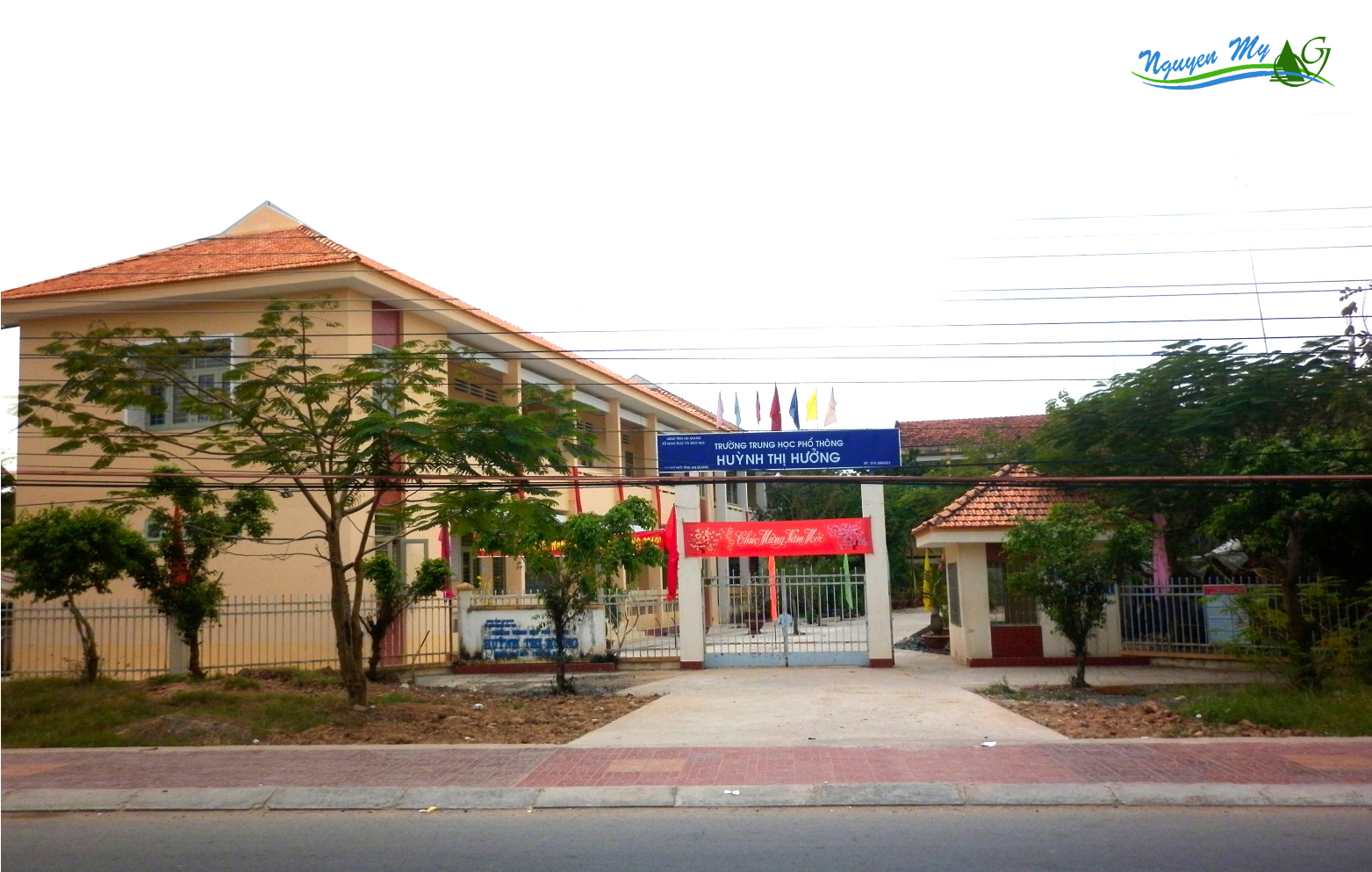
Trường THPT Huỳnh Thị Hưởng, Hội An

## Lịch sử